# Szelektivitás (rádió)
A szelektivitás a rádió-vevőkészüléknek az a tulajdonsága, amely meghatározza a venni kívánt jel kiválasztását a más frekvenciákon dolgozó rádióadók jeleinek tömegéből.
A rádió szelektivitása az a képesség, hogy a rádióvevő képes-e kiválasztani a hallgatni kívánt adó jelét a közeli frekvenciákon működő más adók jelei közül.
A szelektivitás a rádiókészüléknek az a tulajdonsága, amely meghatározza, hogy a venni kívánt csatornára hangolt készülék milyen mértékben érzékeli a csatorna frekvencián kívül eső jeleket. 
Az szelektivitás azt mutatja, hogy hányszorosra kell növelni a csatornán kívüli jel feszültségét, hogy a kimenő feszültség ugyanakkora legyen, mint a venni kívánt csatorna frekvenciáján  vett jel esetén.
Az szelektivitást gyakran nem két szám hányadosaként, hanem dB-ben (decibel) fejezik ki.
A szelektivitás dB-ben kifejezett számérték, műsorvételre készített rádiók esetén általában 25-30 dB körüli érték.  Amatőr rádiók, ipari rádiók esetén ez az érték akár 60-80 dB is lehet. 
A szelektivitást a több hullámsáv vételére alkalmas rádiók esetén hullámsávonként külön-külön adják meg, pl. KH: ≥ 40 dB; RH1: ≥ 28 dB; RH2: ≥ 22 dB; URH: ≥ 20 dB. 

## Szomszédcsatorna elnyomás
Egy rádiókészülék szelektivitása meghatározza, hogy megfelelő csatornára hangolt rádiókészülék milyen mértékben képes kiszűrni a szomszédos csatornákban fogható zavaró jelet, rádiófrekvenciás zavart, illetve zajt. Különféle felépítésű rádiókészülékek más-más átviteli görbékkel rendelkeznek.
Egy egyenes vevő szelektivitását egy, esetleg két (2-V-x) rezgőkör határozza meg. A szelektivitás-görbe alakja megfelel egy rezgőkör rezonanciagörbéjének.
A szuperheterodin készülékekben a nagyfrekvenciás erősítőn túl a középfrekvenciás fokozatban több, 4, 6 vagy még több rezgőkör rezonanciagörbéjének összessége adja a készülék szelektivitás-görbéjét.
Ideális karakterisztikát analóg rádiókészülékekkel nem lehet elérni, csak SDR alapú rádióval.

## Tükörszelektivitás
A szuperheterodin vevők egyik jellemzője, amely megadja, hogy a tükörfrekvencián jelentkező adóállomás jele hányszor nagyobb a venni kívánt állomás jelénél, ha a vevőkészülék kimenetén a két jel ugyanakkora hangfrekvenciás feszültséget eredményez. 
A tükörszelektivitás megadja, hogy a vevőkészülék milyen mértékben (hány dB-el) képes csökkenti a venni kívánt adótól kétszeres KF frekvencia távolságra (a tükörfrekvencián) működő adóállomás jeleit.